# Aedes keniensis
Aedes keniensis är en tvåvingeart som beskrevs av Someren 1946. Aedes keniensis ingår i släktet Aedes och familjen stickmyggor. Inga underarter finns listade i Catalogue of Life.